# بغيت حياتك (مسلسل)
بغيت حياتك هو مسلسل درامي مغربي عُرض سنة 2022، من إخراج شوقي العوفير، ومن بطولة نورا الصقلي، وسامية أقريو، ومريم الزعيمي، وعزيز حطاب، وعبد الله ديدان، وساندية تاج الدين، وكريمة غيث، وسلوى زرهان. يتطرق المسلسل لمفهوم سرقة السعادة من الأخرين من خلال قصص ثلاث عائلات تنقلب حياتهم رأسا على عقب عندما يسمحون لأشخاص غرباء بالدخول إلى عالمهم وتدميره تمامًا.

## قصة المسلسل
سهام ووفاء وبسمة هن بطلات المسلسل، لكل واحدة منهن أسلوبها في العيش الذي يختلف تماما عن الأخرى، لكن، هناك نقطة مشتركة يتقاسمنها، وهي تلك الحاجة المرضية لجعل كل من يحيط بهن يذوق طعم المعاناة.
فبعد أسابيع قضتها سهام في التجسس على سكان المنزل القديم الذي كانت تقطنه، ها هي ذي تنجح أخيرا في التسلسل إلى حياتهم بعد أن اقترحت عليهم خدماتها كمربية للأطفال. سهام لم تدخر جهدا في سبيل أن تصبح الشخص الذي لا يمكن الاستغناء عنه. ومع مرور الأيام، ستكسب اهتمام الأطفال وحبهم، وستأخذ مكان الأم.
أما وفاء، المراوغة التي تعاني من الكذب المرضي، فقد جاءت إلى مدينة الدار البيضاء للبحث عن عمل. ولكي تصل إلى غاياتها، ستستعين هذه الشابة بذكائها الحاد وذهنها المتوقد، ولن تتأخر في تعكير صفو حياة مقدمة البرامج التلفزيونية المشهورة سارة.
بقيت بسمة، الخبيرة في الإغراء التي ستلجأ إلى المكان الوحيد الذي منحها الحب. ففي رحلة بحثها عن السعادة والاستقرار، يبدو أنها مستعدة لكل شيء، ولو على حساب قريبتها، وهي الإنسانة الوحيدة التي كانت تضعها في مقام ابنتها.

## طاقم التمثيل

### أدوار رئيسية
| الممثل           | الدور |
| ---------------- | ----- |
| نورا الصقلي      | سهام  |
| سامية أقريو      | فوزية |
| مريم الزعيمي     | سارة  |
| عزيز حطاب        | قاسم  |
| عبد الله ديدان   | شكيب  |
| ساندية تاج الدين | صوفيا |
| كريمة غيث        | وفاء  |
| سلوى زرهان       | بسمة  |

### أدوار ثانوية
- ناصر أقباب
- عبد اللطيف شوقي
- مليكة العمري
- السعدية لديب
- هند السعديدي
- بشرى أهريش
- أمل الأطرش
- عبد الله شكيري
- زكرياء عاطفي
- عبد السلام بوحسيني
- قمر السعداوي

## وصلات خارجية
- بغيت حياتك على موقع IMDb (الإنجليزية)
- بغيت حياتك على موقع قاعدة بيانات الأفلام العربية
- بغيت حياتك على موقع قاعدة بيانات الفيلم (الإنجليزية)